# 石窟河
石窟河，位于中华人民共和国福建省西南部和广东省东北部，是梅江左岸支流，发源于福建武平县东留镇南洞村西北洋石坝，蜿蜒南流至东留镇寨下左纳黄坊溪后称留溪，至中山镇麻姑墩左纳平川河又称中山河，穿过石黄峰水库和下坝水库后进入广东省平远县和蕉岭县交界的长潭水库，出库后向南流经蕉岭县长潭镇、县城蕉城镇、三圳镇，过新铺镇转东南流，经梅州市梅县区白渡镇（此段也称白渡河），最后于梅县丙村镇东洲坝汇入梅江。河长179千米，平均比降1.79‰，流域面积3681平方千米。年均径流量34.16亿立方米。石窟河在长潭水库以上河段河床陡峻，落差大，水力资源丰富；长潭水库以下河段，河床较平缓，坡降0.6‰，河面宽100～200米。